# Варко д'Амендола (Козенца)
Варко д'Амендола је насеље у Италији у округу Козенца, региону Калабрија.
Према процени из 2011. у насељу је живело 121 становника. Насеље се налази на надморској висини од 108 м.